# Nikola Bani
Nikola Bani auch Ban (* 17. April 1736 in Ragusa, Kroatien; † 15. April 1815 in Dubrovnik) war ein römisch-katholischer Geistlicher und Erzbischof von Dubrovnik.

## Leben
Nikola Bani wurde am 14. April 1759 zum Priester geweiht.
Am 12. Mai 1800 wurde er zum Erzbischof von Dubrovnik ernannt. Konsekriert wurde er am 9. November 1800 durch Bischof Nikola Ferić von Trebinje-Mrkan.  
Bischof Nikola Bani starb im Alter von achtzig Jahren in Dubrovnik und wurde dort auch beigesetzt.